# Pavol Bajza
Pavol Bajza (født 4. september 1991) er en slovakisk fodboldspiller, der spiller for den danske superligaklub Vejle Boldklub. Pavol Bajza er målmand.

## Karriere

### MFK Dubnica
Bajza startede sin professionelle karriere hos MFK Dubnica i hjemlandet og fik debut i landets bedste række allerede som 18-årig. Han var i denne periode fast mand på de slovakiske U-landshold.

### Parma F.C.
Efter en kamp på U21-landsholdet mod Frankrig, fik Pavol Bajza et tilbud fra italienske Serie A-klub Parma. Han skrev under på en tre-årig kontrakt. I Parma blev Bajza aldrig fast mand, men over to sæsoner fik han seks kampe fra start - heraf fire i Serie A.

### FC Crotone og hjem til Slovakiet
Parma kom i økonomiske vanskeligheder tilbragte Pavol Bajza sit tredje år på en lejeaftale hos Serie B-klubben FC Crotone. Her fik han otte kampe inden turen gik hjem til Slovakiet. I sæsonen 2015/2016 optrådte han både for NK Zavrc og FK Iskra Borcice.

### Vejle Boldklub
Efter en succesfuld prøvetræning skrev Pavol Bajza en toårig kontrakt med Vejle Boldklub i sommeren 2016 og fik rygnummer 91, som er hans fødselsår. Bajza har siden været førstevalg i målet hos VB. Arkiveret 18. februar 2017 hos  Wayback Machine
I foråret 2017 forlængede Bajza sin kontrakt med Vejle Boldklub, så den nu løber til sommeren 2019.

## International karriere
Bajza står noteret for 19 U-landskampe for Slovakiet og har været indkaldt til A-landsholdet én gang. Han sad således på bænken i en venskabskamp mod Gibraltar i 2013.